# Ditt lidande har nått sitt slut
Ditt lidande har nått sitt slut är en  passionspsalm för långfredagens afton av Johan Olof Wallin (1779 - 1839). Psalmen ingick i Wallins "Förslag till Svensk Psalmbok 1816" och kom sedermera med i 1819 års psalmbok. Den sjunges än idag (2014) i Svenska kyrkan. Psalmen har fyra verser.
Inledningsorden 1819 är:
Ditt lidande har nått sitt slut:
O Jesu, du har kämpat ut
Melodin som används till psalmen är På dig jag hoppas, Herre kär, komponerad av en okänd kompositör i Zürich på 1400-talet. Melodin publicerades 1535 av Joseph Klug, i Geistliche Lieder. Den återfinns som nr 46 i 1695 års psalmbok. 

## Publicerad som
- Nr 100 i 1819 års psalmbok under rubriken "Jesu lidande, död och begravning: Jesu begravning".
- Nr 100 i 1937 års psalmbok under rubriken "Passionstiden".
- Nr 460 i Den svenska psalmboken 1986 under rubriken "Fastan".